# Doubleback
«Doubleback» — песня ZZ Top с альбома «Recycler», написанная для фильма «Назад в будущее 3». Группа снялась в фильме в эпизодической роли музыкантов на фестивале, где они исполняют инструментальную версию этой песни, а также песен «Turkey in the Straw» и «Clementine». Обычная версия песни звучит в титрах.

## Видеоклип
Клип на песню есть на DVD в бонусах к третьей части. В нём цветные кадры из фильма наложены на чёрно-белые кадры с участниками группы.

## Позиция в чартах
Песня «Doubleback» заняла первое место в чарте Hot Mainstream Rock Tracks на пять недель. В 1990 выдвигалась на MTV Video Music Awards в номинации «Лучшее видео из фильма». Песня звучит в пинбол-игре по мотивам трилогии.

## Появление в альбомах
Кроме альбома Recycler «Doubleback» также появляется в следующих сборниках:
- Rancho Texicano (отреставрированная коллекция песен, издание 2008 года)
- Chrome, Smoke & BBQ
- Greatest Hits

## Состав
- Билли Гиббонс — гитара, фронтмен
- Дасти Хилл — бас-гитара, бэк-вокал
- Фрэнк Бирд — ударные, бэк-вокал